# ヨハネス・サウト・マルセリーノ
ヨハネス・サウト・マルセリーノ・シアハーン（英語: Yohanes Saut Marcellyno Siahaan、2003年5月2日 - ）は、インドネシアの男子バドミントン選手。

## 経歴
2023年、12月のゴウハティ・マスターズでは、2回戦で第2シードのカンタフォン・ワンチャロンを破るなどして優勝。